# West Dundee, Illinois
West Dundee là một làng thuộc quận Kane, tiểu bang Illinois, Hoa Kỳ. Năm 2010, dân số của làng này là 7331 người.

## Dân số
Dân số qua các năm:
- Năm 2000: 5428 người.
- Năm 2010: 7331 người.